# Hemidactylus paucituberculatus
Hemidactylus paucituberculatus es una especie de gecos de la familia Gekkonidae.

## Distribución geográfica
Es endémica de Dhofar (Omán).